# Mérida (Spanien)
 For alternative betydninger, se Mérida. (Se også artikler, som begynder med Mérida)
Mérida er hovedsted af den autonome region Extremadura i Spanien.
Byen blev grundlagt i 25 f.v.t. under navnet Emerita Augusta. Der er mange seværdigheder fra antikken som er på UNESCOs verdensarvsliste.

## Venskabsbyer
- Mérida, Filippinerne
- Mérida, Mexico
- Mérida, Venezuela

38°55′00″N 06°20′00″V / 38.91667°N 6.33333°V